# ATP Challenger Bangkok-3
Das ATP Challenger Bangkok-3 (offizieller Name: Bangkok Open III) war ein Tennisturnier in Bangkok, das 2016 einmal ausgetragen wurde. Es war Teil der ATP Challenger Tour und wurde im Freien auf Hartplatz ausgetragen.

## Liste der Sieger

### Einzel
| Jahr | Sieger          | Finalgegner | Ergebnis  |
| ---- | --------------- | ----------- | --------- |
| 2016 | James Duckworth | Sam Barry   | 7:65, 6:4 |

### Doppel
| Jahr | Sieger             | Finalgegner                | Ergebnis         |
| ---- | ------------------ | -------------------------- | ---------------- |
| 2016 | Chen Ti Jason Jung | Dean O’Brien Ruan Roelofse | 6:4, 3:6, [10:8] |